# Леополд Филип Вилхелм фон Салм-Грумбах
Леополд Филип Вилхелм фон Салм-Грумбах (на немски: Leopold Philipp Wilhelm von Salm-Grumbach; * 26 декември 1642; † 25 август 1719) е граф на Салм и вилд- и рейнграф в Грумбах, Алзенц, Хохщетен, Нидернхаузен и Винтерборн.

## Произход
Той е син на вилд и рейнграф Адолф фон Салм-Грумбах-Рейнграфенщайн, Гревайлер и Щайн (1614 – 1668) и съпругата му Анна Юлиана фон Салм-Даун-Щайн (1622 – 1667), дъщеря на вилд- и рейнграф Волфганг Фридрих фон Салм-Даун (1589 – 1638) и графиня Елизабет фон Золмс-Браунфелс (1593 – 1637). Брат е на Георг Фридрих (1641 – 1687), граф на Салм, вилд и рейнграф в Грумбах, неженен, Фридрих Вилхелм фон Салм (1644 – 1706), граф на Салм, вилд- и рейнграф в Рейнграфенщайн и Гаугревайлер, и Йохан Георг (1647 – 1687), неженен.
Леополд Филип фон Салм-Грумбах умира на 25 август 1719 г. на 76 години.

## Фамилия
Леополд Филип фон Салм-Грумбах се жени на 23 септември 1673 г. за графиня и вилд и рейнграфиня фон Фридерика Юлиана фон Кирбург (* 9 октомври 1651; † 7 февруари 1705), дъщеря на граф, вилд и рейнграф Георг Фридрих фон Салм-Кирбург (1611 – 1681) и графиня Анна Елизабет фон Щолберг (1611 – 1671), дъщеря на граф Лудвиг Георг фон Щолберг-Ортенберг (1562 – 1618) и вилд и Рейнграфиня Анна Мария фон Салм-Кирбург-Мьорхинген (1576 – ок. 1620). Те имат децата:
- Фридерика Агата Елизабет фон Салм-Грумбах (* 25 май 1674; † 24 август 1712)
- Карл Лудвиг Филип фон Салм-Грумбах (* 27 май 1678; † (1/27?) юни 1727), граф на Салм, вилд- и рейнграф в Грумбах, женен I. на 10 януари 1701 г. за принцеса Мария Вилхелмина Хенриета фон Насау-Узинген (* 13 април 1679; † 1 ноември 1718, Грумбах), II. на 13 юли 1720 г. за графиня София Йохана Доротея фон Насау-Саарбрюкен (* 14 юли 1670, Саарбрюкен; † 21 юни 1748, Грумбах)
- Кристиан Ернст фон Салм-Грумбах (* 6 май 1682; † 9 февруари 1683)